# Massimo Rendina
Massimo Rendina (Venezia, 4 gennaio 1920 – Roma, 8 febbraio 2015) è stato un giornalista e partigiano italiano.

## Biografia
Durante il fascismo visse a Venezia e dopo la maturità si trasferì a Bologna per gli studi universitari. Nel capoluogo emiliano iniziò la carriera giornalistica collaborando con il Resto del Carlino e occupandosi di cronaca bianca; suo collega era Enzo Biagi. Allo scoppio della Seconda guerra mondiale si arruolò divenendo sottotenente dei bersaglieri e venne inviato in Russia con lo CSIR. Rimpatriato per una licenza di convalescenza, nel dicembre 1942 divenne condirettore insieme a Eugenio Facchini del mensile "Architrave", rivista del Gruppo universitario fascista bolognese, dopo il 25 luglio 1943, quando Benito Mussolini fu esautorato con l'approvazione dell'Ordine del giorno Grandi alla riunione del Gran consiglio del fascismo del giorno precedente tornò a lavorare al Resto del Carlino.
Dopo l'8 settembre si trovava a Torino e decise di entrare nella Resistenza italiana: divenne comandante nelle brigate Garibaldi con il nome di battaglia di Max il giornalista. Diventato capo di stato maggiore della I Divisione Garibaldi, prese parte alla liberazione di Torino e nel capoluogo piemontese riprende la professione di giornalista a l'Unità. Nel frattempo suo zio, il colonnello Roberto Rendina, veniva ucciso nel massacro delle Fosse Ardeatine.
Terminata la guerra, cominciò a lavorare come giornalista nell'edizione piemontese dell'Unità; poi abbandonò il PCI e si avvicinò alla sinistra democristiana. Si occupò di cinema scrivendo film con Piero Tellini, curò poi la Settimana Incom  con Luigi Barzini e successivamente entrò in RAI, dove diresse il telegiornale (1956-59). Cacciato da Fernando Tambroni, venne reintegrato nella TV pubblica grazie all'amico Aldo Moro. Negli anni settanta scrisse per il settimanale Le ore, diretto da Enzo Peri. Negli ultimi anni della sua vita Rendina fu attivo presso l'Associazione Nazionale Partigiani d'Italia (ANPI): ebbe gli incarichi di presidente del Comitato Provinciale ANPI Roma e fu membro del Comitato scientifico dell'Istituto Luigi Sturzo per le ricerche storiche sulla Resistenza.
Nel 2011, nel documentario Comandante Max, diretto da  Claudio Costa, raccontò la sua esperienza di guerra in Russia e nella Resistenza. Nel film Rendina ricordò le figure di Francesco Scotti, Corrado Bonfantini e Edgardo Sogno. Nell'aprile dello stesso anno venne eletto come uno dei vicepresidenti nazionali dell'ANPI.
Morì a Roma l'8 febbraio 2015 all'età di 95 anni.

## Opere
- Massimo Rendina, Italia 1943-45. Guerra civile o Resistenza?, Newton, 1995.
- Massimo Rendina, Dizionario della Resistenza italiana, Editori Riuniti, 1995, ISBN 88-359-4007-9.
- Massimo Rendina, Cronache della prima Repubblica, Odradek, 2009.